# Microwriter (рачунар)
Microwriter је био џепни рачунар фирме Microwriter који је почео да се производи у САД од 1980. године.
Користио је RCA CDP1802 (COSMAC), први значајнији CMOS процесор, као микропроцесор. RAM меморија рачунара је имала капацитет од 8 Kb, прошириво до 16 Kb.

## Детаљни подаци
Детаљнији подаци о рачунару Microwriter су дати у табели испод.
|                       |                                            |
| [ 1 ]                 |                                            |
| Произвођач            |                                            |
| Тип                   | џепни рачунар                              |
| Меморија              | 8 , прошириво до 16 .                      |
| Поријекло             | Сједињене Америчке Државе                  |
| Година                | 1980                                       |
| Тастатура             | 6 тастера                                  |
| Процесор              | , први значајнији CMOS процесор            |
| Фреквенција процесора |                                            |
| RAM                   | 8 , прошириво до 16 .                      |
| ROM                   | непознато                                  |
| Текст                 | 14 знакова, показивач са текућим кристалом |
| Графика               | нема                                       |
| Боја                  | нема                                       |
| Звук                  | нема                                       |
| Димензије             | непознато                                  |
| Портови               |                                            |
| Оперативни систем     |                                            |